# The Complete Studio Recordings (álbum de ABBA)
The Complete Studio Recordings es el nombre de una caja recopilatoria de edición limitada del grupo ABBA, fue publicada el 7 de noviembre de 2005. Sólo se elaboraron un total de 25 000 juegos.

## Contenido del Box Set
La caja se compone de 3 elementos. El primero de ellos son los 9 CD: los 8 originales del grupo (con temas adicionales que son lados B, versiones en otro idioma y remixes) más un disco de outtakes, popurrís y temas no editados por el grupo. Los CD se pueden cambiar por LP.

### CD1:Ring Ring
| N.º | Título                                         | Escritor(es)                                                          | Duración |  |
| 1.  | «Ring Ring»                                    | Stig Anderson, Benny Andersson, Björn Ulvaeus, Phil Cody, Neil Sedaka | 3:06     |  |
| 2.  | «Another Town, Another Train»                  | Benny Andersson, Björn Ulvaeus                                        | 3:13     |  |
| 3.  | «Disillusion»                                  | Agnetha Fältskog, Björn Ulvaeus                                       | 3:07     |  |
| 4.  | «People Need Love»                             | Benny Andersson, Björn Ulvaeus                                        | 2:46     |  |
| 5.  | «I Saw It In The Mirror»                       | Benny Andersson, Björn Ulvaeus                                        | 2:35     |  |
| 6.  | «Nina, Pretty Ballerina»                       | Benny Andersson, Björn Ulvaeus                                        | 2:53     |  |
| 7.  | «Love Isn't Easy (But Is Sure Is Hard Enough)» | Benny Andersson, Björn Ulvaeus                                        | 2:55     |  |
| 8.  | «Me And Bobby And Bobby's Brother»             | Benny Andersson, Björn Ulvaeus                                        | 2:52     |  |
| 9.  | «He Is Your Brother»                           | Benny Andersson, Björn Ulvaeus                                        | 3:19     |  |
| 10. | «She's My Kind Of Girl»                        | Benny Andersson, Björn Ulvaeus                                        | 2:45     |  |
| 11. | «I Am Just A Girl»                             | Benny Andersson, Björn Ulvaeus                                        | 3:03     |  |
| 12. | «Rock'n Roll Band»                             | Benny Andersson, Björn Ulvaeus                                        | 3:11     |  |

| Bonus Tracks |                                                                                         |                                                           |          |  |
| N.º          | Título                                                                                  | Escritor(es)                                              | Duración |  |
| 13.          | «Ring Ring (Bara Du Slog En Signal)» (Versión en sueco)                                 | Stig Anderson, Benny Andersson, Björn Ulvaeus             | 3:08     |  |
| 14.          | «Åh, Vilka Tider» (Lado B de "Ring Ring (Bara Du Slog En Signal)")                      | Stig Anderson, Benny Andersson, Björn Ulvaeus             | 2:33     |  |
| 15.          | «Merry-Go-Round» (Lado B de "People Need Love")                                         | Stig Anderson, Benny Andersson, Björn Ulvaeus             | 3:26     |  |
| 16.          | «Santa Rosa» (Lado B de "He Is Your Brother")                                           | Benny Andersson, Björn Ulvaeus                            | 3:01     |  |
| 17.          | «Ring Ring» (Versión en español)                                                        | Stig Anderson, Benny Andersson, Björn Ulvaeus, Doris Band | 3:01     |  |
| 18.          | «Wer Im Wartesaal Der Liebe Steht» (Versión en alemán de "Another Town, Another Train") | Benny Andersson, Björn Ulvaeus, Fred Jay                  | 3:21     |  |
| 19.          | «Ring Ring» (Versión en alemán)                                                         | Stig Anderson, Benny Andersson, Björn Ulvaeus, Peter Lach | 3:09     |  |
| 57:24        |                                                                                         |                                                           |          |  |

### CD2:Waterloo
| N.º | Título                                  | Escritor(es)                                  | Duración |  |
| 1.  | «Waterloo»                              | Stig Anderson, Benny Andersson, Björn Ulvaeus | 2:44     |  |
| 2.  | «Sittin' In The Palm Tree»              | Benny Andersson, Björn Ulvaeus                | 3:37     |  |
| 3.  | «King Kong Song»                        | Benny Andersson, Björn Ulvaeus                | 3:11     |  |
| 4.  | «Hasta mañana»                          | Stig Anderson, Benny Andersson, Björn Ulvaeus | 3:09     |  |
| 5.  | «My Mama Said»                          | Benny Andersson, Björn Ulvaeus                | 3:11     |  |
| 6.  | «Dance (While The Music Still Goes On)» | Stig Anderson, Benny Andersson, Björn Ulvaeus | 3:12     |  |
| 7.  | «Honey, Honey»                          | Stig Anderson, Benny Andersson, Björn Ulvaeus | 2:55     |  |
| 8.  | «Watch Out»                             | Benny Andersson, Björn Ulvaeus                | 3:49     |  |
| 9.  | «What About Livingstone?»               | Benny Andersson, Björn Ulvaeus                | 2:55     |  |
| 10. | «Gonna Sing You My Love Song»           | Benny Andersson, Björn Ulvaeus                | 3:41     |  |
| 11. | «Suzy-Hang-Around»                      | Benny Andersson, Björn Ulvaeus                | 3:10     |  |

| Bonus Tracks |                                                                  |                                                                               |          |  |
| N.º          | Título                                                           | Escritor(es)                                                                  | Duración |  |
| 12.          | «Ring Ring» (Remix de 1974. Versión del sencillo estadounidense) | Stig Anderson, Benny Andersson, Björn Ulvaeus, Neil Sedaka, Phil Cody         | 3:06     |  |
| 13.          | «Waterloo» (Versión en sueco)                                    | Stig Anderson, Benny Andersson, Björn Ulvaeus                                 | 2:45     |  |
| 14.          | «Honey, Honey» (Versión en sueco)                                | Stig Anderson, Benny Andersson, Björn Ulvaeus                                 | 2:59     |  |
| 15.          | «Waterloo» (Versión en alemán)                                   | Stig Anderson, Benny Andersson, Björn Ulvaeus, Gerd Müller Schwanke           | 2:44     |  |
| 16.          | «Hasta mañana» (Versión en español)                              | Stig Anderson, Benny Andersson, Björn Ulvaeus, Budy McCluskey, Mary McCluskey | 3:09     |  |
| 17.          | «Ring Ring» (Remix de 1974. Versión del sencillo británico)      | Stig Anderson, Benny Andersson, Björn Ulvaeus, Neil Sedaka, Phil Cody         | 3:10     |  |
| 18.          | «Waterloo» (Versión en francés)                                  | Stig Anderson, Benny Andersson, Björn Ulvaeus, Alain Boublil                  | 2:42     |  |
| 63:11        |                                                                  |                                                                               |          |  |

### CD3:ABBA
| N.º | Título                         | Escritor(es)                                  | Duración |  |
| 1.  | «Mamma Mia»                    | Stig Anderson, Benny Andersson, Björn Ulvaeus | 3:32     |  |
| 2.  | «Hey, Hey, Helen»              | Benny Andersson, Björn Ulvaeus                | 3:17     |  |
| 3.  | «Tropical Loveland»            | Stig Anderson, Benny Andersson, Björn Ulvaeus | 3:06     |  |
| 4.  | «S.O.S.»                       | Stig Anderson, Benny Andersson, Björn Ulvaeus | 3:23     |  |
| 5.  | «Man In The Middle»            | Benny Andersson, Björn Ulvaeus                | 3:03     |  |
| 6.  | «Bang-A-Boomerang»             | Stig Anderson, Benny Andersson, Björn Ulvaeus | 3:04     |  |
| 7.  | «I Do, I Do, I Do, I Do, I Do» | Stig Anderson, Benny Andersson, Björn Ulvaeus | 3:17     |  |
| 8.  | «Rock Me»                      | Benny Andersson, Björn Ulvaeus                | 3:06     |  |
| 9.  | «Intermezzo N.º 1»             | Benny Andersson, Björn Ulvaeus                | 3:48     |  |
| 10. | «I've Been Waiting For You»    | Stig Anderson, Benny Andersson, Björn Ulvaeus | 3:41     |  |
| 11. | «So Long»                      | Benny Andersson, Björn Ulvaeus                | 3:06     |  |

| Bonus Tracks | |                                                                |          |  |
| N.º          | Título | Escritor(es)                                                   | Duración |  |
| 12.          | «Crazy World» (Lado B de "Money, Money, Money")                                                           | Benny Andersson, Björn Ulvaeus                                 | 3:46     |  |
| 13.          | «Medley: Pick A Bale Of Cotton - On Top Of Old Smokey - Midnight Special» (Lado B de "Summer Night City") | Tradicional                                                    | 4:21     |  |
| 14.          | «Mamma Mia» (Versión en español)                                                                          | Benny Andersson, Björn Ulvaeus, Budy McCluskey, Mary McCluskey | 3:34     |  |
| 47:58        | |                                                                |          |  |

### CD4:Arrival
| N.º | Título                      | Escritor(es)                                  | Duración |  |
| 1.  | «When I Kissed The Teacher» | Benny Andersson, Björn Ulvaeus                | 3:01     |  |
| 2.  | «Dancing Queen»             | Stig Anderson, Benny Andersson, Björn Ulvaeus | 3:50     |  |
| 3.  | «My Love, My Life»          | Stig Anderson, Benny Andersson, Björn Ulvaeus | 3:51     |  |
| 4.  | «Dum Dum Diddle»            | Benny Andersson, Björn Ulvaeus                | 2:53     |  |
| 5.  | «Knowing Me, Knowing You»   | Stig Anderson, Benny Andersson, Björn Ulvaeus | 4:01     |  |
| 6.  | «Money, Money, Money»       | Benny Andersson, Björn Ulvaeus                | 3:06     |  |
| 7.  | «That's Me»                 | Stig Anderson, Benny Andersson, Björn Ulvaeus | 3:15     |  |
| 8.  | «Why Did It Have To Be Me?» | Benny Andersson, Björn Ulvaeus                | 3:20     |  |
| 9.  | «Tiger»                     | Benny Andersson, Björn Ulvaeus                | 2:55     |  |
| 10. | «Arrival»                   | Benny Andersson, Björn Ulvaeus                | 3:00     |  |

| Bonus Tracks | |                                                                               |          |  |
| N.º          | Título                                                                                              | Escritor(es)                                                                  | Duración |  |
| 11.          | «Fernando» (Aparece en el lanzamiento australiano del LP)                                           | Stig Anderson, Benny Andersson, Björn Ulvaeus                                 | 4:14     |  |
| 12.          | «Happy Hawaii» (Lado B de "Knowing Me, Knowing You" y primera versión de Why Did It Have To Be Me?) | Stig Anderson, Benny Andersson, Björn Ulvaeus                                 | 4:25     |  |
| 13.          | «La Reina Del Baile» (Versión en español de "Dancing Queen")                                        | Stig Anderson, Benny Andersson, Björn Ulvaeus, Budy McCluskey, Mary McCluskey | 4:03     |  |
| 14.          | «Conociéndome, Conociéndote» (Versión en español de "Knowing Me, Knowing You")                      | Stig Anderson, Benny Andersson, Björn Ulvaeus, Budy McCluskey, Mary McCluskey | 4:04     |  |
| 15.          | «Fernando» (Versión en español)                                                                     | Stig Anderson, Benny Andersson, Björn Ulvaeus, Budy McCluskey, Mary McCluskey | 4:17     |  |
| 54:24        | |                                                                               |          |  |

### CD5:The Album
| N.º | Título                    | Escritor(es)                                  | Duración |  |
| 1.  | «Eagle»                   | Benny Andersson, Björn Ulvaeus                | 5:51     |  |
| 2.  | «Take A Chance On Me»     | Benny Andersson, Björn Ulvaeus                | 4:03     |  |
| 3.  | «One Man, One Woman»      | Benny Andersson, Björn Ulvaeus                | 4:37     |  |
| 4.  | «The Name Of The Game»    | Stig Anderson, Benny Andersson, Björn Ulvaeus | 4:53     |  |
| 5.  | «Move On»                 | Stig Anderson, Benny Andersson, Björn Ulvaeus | 4:45     |  |
| 6.  | «Hole In Your Soul»       | Benny Andersson, Björn Ulvaeus                | 3:43     |  |
| 7.  | «Thank You For The Music» | Benny Andersson, Björn Ulvaeus                | 3:51     |  |
| 8.  | «I Wonder (Depature)»     | Stig Anderson, Benny Andersson, Björn Ulvaeus | 4:34     |  |
| 9.  | «I'm A Marionette»        | Benny Andersson, Björn Ulvaeus                | 4:05     |  |

| Bonus Tracks |                                                                           |                                                                |          |  |
| N.º          | Título                                                                    | Escritor(es)                                                   | Duración |  |
| 10.          | «Al Andar» (Versión en español de "Move On")                              | Benny Andersson, Björn Ulvaeus, Budy McCluskey, Mary McCluskey | 4:43     |  |
| 11.          | «Gracias por la música» (Versión en español de "Thank You For The Music") | Benny Andersson, Björn Ulvaeus, Budy McCluskey, Mary McCluskey | 3:49     |  |
| 49:19        |                                                                           |                                                                |          |  |

### CD6:Voulez-Vous
| N.º | Título                          | Escritor(es)                   | Duración |  |
| 1.  | «As Good As New»                | Benny Andersson, Björn Ulvaeus | 3:24     |  |
| 2.  | «Voulez Vous»                   | Benny Andersson, Björn Ulvaeus | 5:09     |  |
| 3.  | «I Have a Dream»                | Benny Andersson, Björn Ulvaeus | 4:45     |  |
| 4.  | «Angeleyes»                     | Benny Andersson, Björn Ulvaeus | 4:20     |  |
| 5.  | «The King Has Lost His Crown»   | Benny Andersson, Björn Ulvaeus | 3:32     |  |
| 6.  | «Does Your Mother Know?»        | Benny Andersson, Björn Ulvaeus | 3:13     |  |
| 7.  | «If It Wasn't For The Nights»   | Benny Andersson, Björn Ulvaeus | 5:09     |  |
| 8.  | «Chiquitita»                    | Benny Andersson, Björn Ulvaeus | 5:26     |  |
| 9.  | «Lovers (Live A Little Longer)» | Benny Andersson, Björn Ulvaeus | 3:30     |  |
| 10. | «Kisses Of Fire»                | Benny Andersson, Björn Ulvaeus | 3:16     |  |

| Bonus Tracks |                                                                                 |                                                                |          |  |
| N.º          | Título                                                                          | Escritor(es)                                                   | Duración |  |
| 11.          | «Summer Night City» (Sencillo lado A lanzado en 1978)                           | Benny Andersson, Björn Ulvaeus                                 | 3:34     |  |
| 12.          | «Lovelight» (Lado B de "Chiquitita")                                            | Benny Andersson, Björn Ulvaeus                                 | 3:49     |  |
| 13.          | «Gimme! Gimme! Gimme! (A Man After Midnight)» (Sencillo lado A lanzado en 1979) | Benny Andersson, Björn Ulvaeus                                 | 4:51     |  |
| 14.          | «Estoy soñando» (Versión en español de "I Have a Dream")                        | Benny Andersson, Björn Ulvaeus, Budy McCluskey, Mary McCluskey | 4:40     |  |
| 15.          | «Chiquitita» (Versión en español)                                               | Benny Andersson, Björn Ulvaeus, Budy McCluskey, Mary McCluskey | 5:35     |  |
| 16.          | «¡Dame! ¡Dame! ¡Dame!» (Versión en español de "Gimme! Gimme! Gimme!")           | Benny Andersson, Björn Ulvaeus, Budy McCluskey, Mary McCluskey | 4:49     |  |
| 79:22        |                                                                                 |                                                                |          |  |

### CD7:Super Trouper
| N.º | Título                             | Escritor(es)                   | Duración |  |
| 1.  | «Super-Trouper»                    | Benny Andersson, Björn Ulvaeus | 4:11     |  |
| 2.  | «The Winner Takes It All»          | Benny Andersson, Björn Ulvaeus | 4:55     |  |
| 3.  | «On and On and On»                 | Benny Andersson, Björn Ulvaeus | 3:40     |  |
| 4.  | «Andante, andante»                 | Benny Andersson, Björn Ulvaeus | 4:39     |  |
| 5.  | «Me And I»                         | Benny Andersson, Björn Ulvaeus | 4:19     |  |
| 6.  | «Happy New Year»                   | Benny Andersson, Björn Ulvaeus | 4:23     |  |
| 7.  | «Our Last Summer»                  | Benny Andersson, Björn Ulvaeus | 4:19     |  |
| 8.  | «The Piper»                        | Benny Andersson, Björn Ulvaeus | 3:26     |  |
| 9.  | «Lay All Your Love On Me»          | Benny Andersson, Björn Ulvaeus | 4:33     |  |
| 10. | «The Way Old Friends Do» (En vivo) | Benny Andersson, Björn Ulvaeus | 2:57     |  |

| Bonus Tracks |                                                      |                                                                |          |  |
| N.º          | Título                                               | Escritor(es)                                                   | Duración |  |
| 11.          | «Elaine» (Lado B de "The Winner Takes It All")       | Benny Andersson, Björn Ulvaeus                                 | 3:45     |  |
| 12.          | «Andante. Andante» (Versión en español)              | Benny Andersson, Björn Ulvaeus, Budy McCluskey, Mary McCluskey | 4:40     |  |
| 13.          | «Felicidad» (Versión en español de "Happy New Year") | Benny Andersson, Björn Ulvaeus, Budy McCluskey, Mary McCluskey | 4:24     |  |
| 54:11        |                                                      |                                                                |          |  |

### CD8:The Visitors
| Lado A |                                         |                                |          |  |
| N.º    | Título                                  | Escritor(es)                   | Duración |  |
| 1.     | «The Visitors (Crackin' Up)»            | Benny Andersson, Björn Ulvaeus | 5:47     |  |
| 2.     | «Head Over Heels»                       | Benny Andersson, Björn Ulvaeus | 3:48     |  |
| 3.     | «When All Is Said And Done»             | Benny Andersson, Björn Ulvaeus | 3:17     |  |
| 4.     | «Soldiers»                              | Benny Andersson, Björn Ulvaeus | 4:41     |  |
| 5.     | «I Let The Music Speak»                 | Benny Andersson, Björn Ulvaeus | 5:23     |  |
| 6.     | «One of Us»                             | Benny Andersson, Björn Ulvaeus | 3:57     |  |
| 7.     | «Two For The Price Of One»              | Benny Andersson, Björn Ulvaeus | 3:48     |  |
| 8.     | «Slipping Through My Fingers»           | Benny Andersson, Björn Ulvaeus | 3:53     |  |
| 9.     | «Like An Angel Passing Through My Room» | Benny Andersson, Björn Ulvaeus | 3:40     |  |

| Bonus Tracks |                                                                              |                                                                |          |  |
| N.º          | Título                                                                       | Escritor(es)                                                   | Duración |  |
| 10.          | «Should I Laugh Or Cry?» (Lado B de "One Of Us")                             | Benny Andersson, Björn Ulvaeus                                 | 4:32     |  |
| 11.          | «No hay a quien culpar» (Versión en español de "When All Is Said And Done")  | Benny Andersson, Björn Ulvaeus, Budy McCluskey, Mary McCluskey | 3:14     |  |
| 12.          | «Se me está escapando» (Versión en español de "Slipping Through My Fingers") | Benny Andersson, Björn Ulvaeus, Budy McCluskey, Mary McCluskey | 3:54     |  |
| 13.          | «The Day Before You Came» (Sencillo lado A lanzado en 1982)                  | Benny Andersson, Björn Ulvaeus                                 | 5:51     |  |
| 14.          | «Cassandra» (Lado B de "The Day Before You Came")                            | Benny Andersson, Björn Ulvaeus                                 | 4:54     |  |
| 15.          | «Under Attack» (Sencillo lado A lanzado en 1982)                             | Benny Andersson, Björn Ulvaeus                                 | 3:49     |  |
| 16.          | «You Owe Me One» (Lado B de "Under Attack")                                  | Benny Andersson, Björn Ulvaeus                                 | 3:26     |  |
| 67:50        |                                                                              |                                                                |          |  |

CD 9: Rarezas
- 1. "Waterloo" (Alternate Mix)
- 2. "Medley: Pick a Bale of Cotton/On Top of Old Smokey/Midnight Special" (Original 1975 Mix)
- 3. "Thank You for the Music" (Doris Day version)
- 4. "Summer Night City" (Full-Length version)
- 5. "Lovelight" (Alternate Mix)
- 6. "Dream World"
- 7. "Voulez-Vous" (Extended Remix)
- 8. "On and On and On" (Full Length Version)
- 9. "Put On Your White Sombrero"
- 10. "I Am the City"
- 11. ABBA Undeleted: "Scaramouche" / "Summer Night City" / "Take a Chance on Me" / "Baby" / "Just a Notion" / "Rikky Rock ’n’ Roller" / "Burning My Bridges" / "Fernando" (Swedish version) / "Here Comes Rubie Jamie" / "Hamlet III Parts 1 & 2" / "Free as a Bumble Bee" / "Rubber Ball Man" / "Crying Over You" / "Just Like That" / "Givin’ a Little Bit More"

Después de los CD, está el segundo elemento que son los dos DVD, uno con todos los videos oficiales del grupo, y otro que contiene un documental acerca de la historia de ABBA, más 5 presentaciones en vivo en el programa Dick Cavett meets ABBA. Todos los DVD son región 0.

### DVD1: Los Vídeos
- 1. Waterloo
- 2. Ring Ring
- 3. Mamma Mia
- 4. S.O.S.
- 5. Bang-A-Boomerang
- 6. I Do, I Do, I Do, I Do, I Do
- 7. Fernando
- 8. Dancing Queen
- 9. Money, Money, Money
- 10. Knowing Me, Knowing You
- 11. That’s Me
- 12. The Name Of The Game
- 13. Take A Chance On Me
- 14. Eagle
- 15. One Man, One Woman
- 16. Thank You For The Music
- 17. Summer Night City
- 18. Chiquitita
- 19. Does Your Mother Know
- 20. Voulez-Vous
- 21. Gimme! Gimme! Gimme! (A Man After Midnight)
- 22. I Have A Dream
- 23. On And On And On
- 24. The Winner Takes It All
- 25. Super Trouper
- 26. Happy New Year
- 27. Lay All Your Love On Me
- 28. When All Is Said And Done
- 29. One Of Us
- 30. Head Over Heels
- 31. The Day Before You Came
- 32. Under Attack

Bonus Videos
- 33. Estoy Soñando
- 34. Felicidad
- 35. No Hay A Quien Culpar
- 36. Dancing Queen (Video de 1992)
- 37. The Last Video

### DVD2: La Historia + En vivo, abril de 1981
- 1. ABBA - La Historia
- 2. Gimme! Gimme! Gimme! (A Man After Midnight)
- 3. Super Trouper
- 4. Two For The Price Of One
- 5. Slipping Through My Fingers
- 6. On And On And On

Por último, el tercer elemento son dos pequeños libros incluidos. 

### Libro 1:Time Line & Disc Contents
Este contiene una línea del tiempo, con imágenes de ABBA y fechas y datos sobre la trayectoria del grupo. El libro también tiene la lista de canciones de los discos y datos sobre cada uno (duración, compositor, año, etc.).

### Libro 2:The Lyrics
Este contiene las letras de las canciones que contienen los discos en orden alfabético.

## Listas de popularidad
La versión danesa (la única que logró entrar a las lista) era un poco diferente, no tenía DVD ni el libro The Lyrics.
| Lista                 | Posición |
| --------------------- | -------- |
| Dinamarca Top 40 IFPI | 6        |